# Petar Kunić
Petar Kunić (* 15. července 1993) je bosensko-srbský fotbalový útočník a mládežnický reprezentant, momentálně hrající za srbský klub FK Napredak Kruševac.